# Chiesa di San Giovanni Battista (Filattiera)
La chiesa di San Giovanni Battista è un luogo di culto cattolico che si trova in località Dobbiana a Filattiera, in provincia di Massa e Carrara.
È una piccola chiesa con la facciata romanica formata da grandi bozze squadrate di arenaria. All'interno ha un bell'aspetto barocco: sulla sinistra è posta una grande tela del Volto Santo, raffigurato anche nel marmo dell'altare, e in una bella statua. 

La tradizione popolare vuole che l'immagine del Volto Santo sia giunta a Dobbiana per libera volontà di due buoi non domati e aggiogati che, senza guida, si sarebbero mossi alla volta del paese e solo in esso si sarebbero fermati. La stessa leggenda giustifica il trasporto del Volto Santo da Luni a Lucca e indica la chiara influenza lucchese nella tradizione di Dobbiana.
Da notizie ricavate dall'Archivio parrocchiale risulta che la chiesa sia stata costruita dai Pontremolesi nel 1426; ma certo non si tratta della chiesa primitiva. Si può quindi far risalire la sua ricostruzione anche a date molto inferiori (cioè verso l'anno 1000). 
Le linee strutturali rimesse in evidenza dai restauri fatti eseguire dal parroco don Walter Becchetti (1926 – 1994) dimostrano che l'antica chiesa aveva struttura e pianta basilicale, era di forme romaniche, con tre navate e probabilmente tempiatura scoperta nell'interno. 
Dallo stesso Archivio parrocchiale si apprende che nel 1698 la chiesa ricevette un restauro straordinario nel quale subì modifiche (riduzione dell'altezza) forse della navata centrale e la sostituzione delle colonne o dei pilastri con gli archi delle navatelle. Così nella stessa circostanza furono consolidati i muri esterni con barbacani. Ne uscì quindi probabilmente la forma della chiesa attuale.
Molto seguita è la processione di Santa Croce, che si svolge due volte l'anno: il 14 settembre e il 3 maggio.